# جان الأول، كونت لامارش
جان الأول (جان الأول/الرابع كونت لامارش وفندوم؛ 1344 - 11 يونيو 1393؛ فندوم) هو الابن الأصغر لـ جاك الأول، كونت لامارش وجين من شاتيون.

## حياته
تم القبض عليه في معركة بواتييه، مع ذلك استطاع الهروب.
بعد وفاة والده جاك الأول وشقيقه الأكبر بيير الأول في معركة برينايس، بذلك أصبح كونت لامارش.
كان له دور في حرب المائة عام أصبح حاكم ليموزان بعد مساعداته في استعادتها من الإنجليز، وفي وقت لاحق انضم إلى برتران دو غيسكلين في حملته التي جرت عام 1366 في قشتالة، وفي عام 1374، توفي صهره بوشار السابع، كونت فندوم، وبذلك أصبح جان كونت فندوم وكاستر من خلال زوجته.
وأيضا انضم إلى حملة شارل السادس في 1382 بـ فلاندرز (التي بلغت ذروتها في معركة روزبيك) وأيضا حارب في 1392 في بريتاني.
واستطاع أعاد بناء قلاعتي فندوم و لافاردين.

## الزواج والأبناء
في 28 سبتمبر 1364، تزوج من كاترين من فندوم، كونتيسة فندوم (توفيت 1412) ابنة جان السادس، كونت فندوم.
كان لديهم سبعة أبناء:-
- جاك الثاني، كونت لامارش وكاستر (1370-1438)، زوج جوفانا الثانية ملكة نابولي.
- إيزابيل (ب 1373)، راهبة في دير في أميان.
- لويس، كونت فندوم (1376-1446) ومن نسله سلالة بوربون الحاكمة.
- جان، لورد كارينسي (1378-1457)، تزوج في 1416 من كاترين، ابنة فيليب دي أرتوا، كونت أو؛ ليس لديهم ذرية، ثم تزوج في عام 1420 في لومان من عشيقته جان دي فندوموا، ولهم ذرية.
- آن (1380 - سبتمبر 1408، باريس )، تزوجت في 1401 من جون دي فالوا، كونت مونتبنسيير (توفي 1401)، ثم تزوجت في باريس عام 1402 من لودفيغ السابع دوق بافاريا.
- ماري (1386 - بعد 11 سبتمبر 1463)، ليدى برينكورت، تزوجت من جان دي باينز، لورد كرويك.
- شارلوت (1388 - 15 يناير 1422)، تزوجت في عام 1411 في نيقوسيا من الملك يانوس.